# Estadi Ellakuri
L'estadi municipal d'Ellakuri, amb capacitat per a 2550 persones i inaugurat el 1978, és un estadi municipal situat en la localitat de Laudio (Àlaba). És el terreny de joc del CD Laudio i del filial de la SD Eibar, el Club Deportivo Vitoria. Cada any sol ser la meta del Cross Internacional Vall de Laudio.

## Història
Amb capacitat per a 2550 persones, va ser inaugurat en 1978 amb una semifinal del Torneig Sant Roque, encara que la inauguració oficial es va produir en 1980 amb un partit entre el Club Atlético Osasuna i el Deportivo Alavés.
Antigament els anteriors equips de futbol de Laudio van disputar els seus partits en el desaparegut camp d'Altzarrate o al terreny de joc on actualment entrenen totes les categories del Club Deportivo Laudio, San Martín. No obstant això, el Club Deportivo Salleko Lagunak va disputar la seva única temporada a Tercera Divisió (2001/02) a l'abandonat camp de Sant Joan Baptista.
El 2010 s'hi va realitzar una remodelació que va incloure la col·locació d'una pista d'atletisme homologada, la reforma de vestuaris i alguns accessos i va acabar amb la readaptació de la tribuna general a les normes de seguretat vigents.
El 2017 el terreny de joc d'herba natural va ser substituït per un d'herba artificial, per la seva millor conservació i rendibilitat econòmica.
Per a la temporada 2018-2019, el filial de la SD Eibar, el Club Deportivo Vitoria (2a B), disputà a Ellakuri els seus partits com a local.